# Clarkston (Washington)
Clarkston je grad u američkoj saveznoj državi Washington. Prema popisu stanovništva iz 2010. u njemu je živjelo 7.229 stanovnika.